# Leverabces

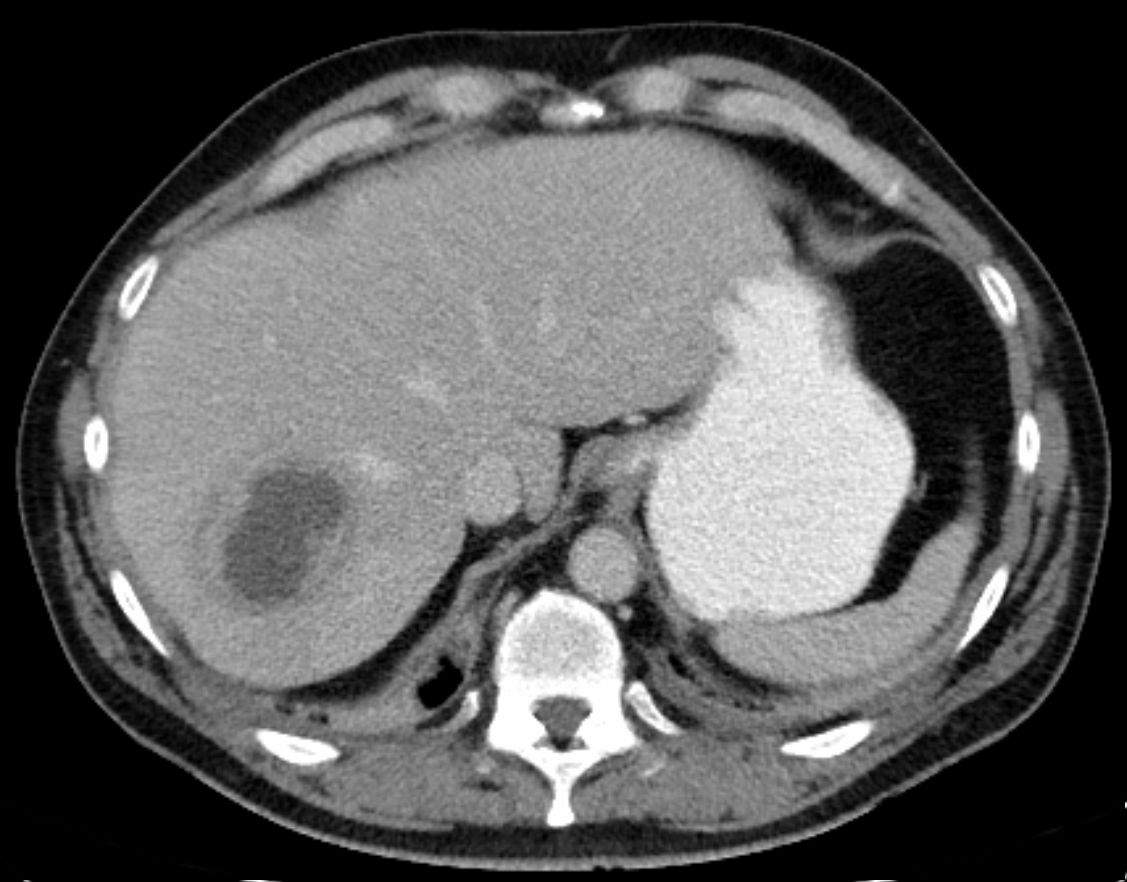
Leverabces bij axiale CT-scan: de hypodense laesie in de lever met een perifere wand is links zichtbaar. Een hypodense laesie kleurt donkerder dan de omgeving, doordat er meer echo’s worden doorgelaten.

Een leverabces is een met pus gevulde massa (abces) in de lever. Veelvoorkomende oorzaken zijn aandoeningen in de buik zoals appendicitis of diverticulitis als gevolg van verspreiding door het bloed via de leverpoortader. Het kan zich ook ontwikkelen als een complicatie van een leverbeschadiging.

## Soorten

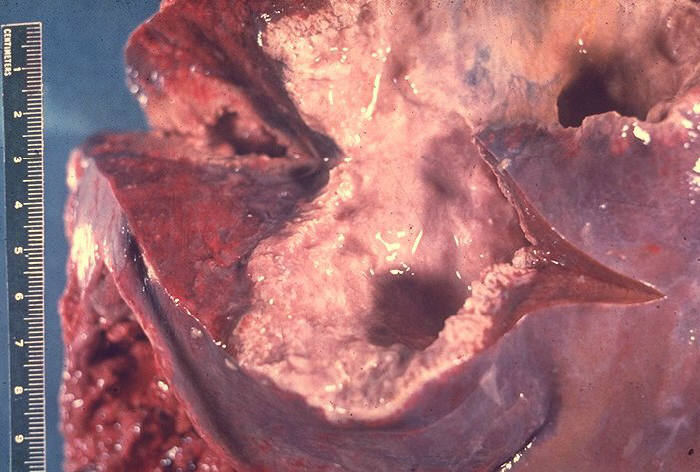
Leverabces door Entamoeba histolytica

Er kunnen vier soorten leverabcessen worden onderscheiden:
- Polygeen. In veel gevallen ontstaat de infectie door meerdere soorten bacteriën tegelijk. Bij 80% van de gevallen van leverabces in de Verenigde Staten.
- Amoebisch. Infectie door de amoebe Entamoeba histolytica via besmet voedsel of water.[1] De infectie wordt amoebiasis genoemd. Bij 10% van de gevallen, maar veel hoger in ontwikkelingslanden.
- Mycocisch. Meestal als gevolg van Candida-soorten, is verantwoordelijk voor minder dan 10% van de gevallen.
- Iatrogenisch, veroorzaakt door medische interventies

## Oorzaken
Risicofactoren voor het ontwikkelen van een leverabces kunnen zijn: infectie, postprocedurele infectie en metastase zoals primaire lever tumoren, levermetastase, galwegenprocedures, galwegletsels, galwegziekte, appendicitis en diverticulitis.
Belangrijke bacteriële oorzaken van leverabces zijn onder andere:
- Streptococcus-soort (inclusief Enterococcus)
- Escherichia-soort
- Staphylococcus-soort
- Klebsiella-soort (hogere aantallen in het Verre Oosten)
- Anaerobe bacterie (inclusief Bacteroides-soort)
- Pseudomonas-soort
- Proteus-soort

## Symptomen
De symptomen van een leverabces omvatten gewoonlijk hoge koorts, gevoelige lever, misselijkheid en braken, geelzucht en bloedarmoede. De diagnose wordt bevestigd met behulp van echografie en een CT-scan. Complicaties van een leverabces zijn onder meer bloedvergiftiging of scheuren van de abcesholte met doorbraak in de vrije buikholte en daaropvolgende buikvliesontsteking.

## Behandeling  en prognose
Drainage van het abces en antibiotica: IV metronidazol en derde generatie cefalosporines/fluorchinolon, β-lactamantibiotica en aminoglycosiden zijn effectief.
Ook operatief verwijderen van de abcesholte, eventueel via segmentresectie is mogelijk.
De prognose is verbeterd voor leverabcessen. Het sterftecijfer in het ziekenhuis is ongeveer 2,5-19%. Bij ouderen, IC-opnames, shock, kanker, schimmelinfecties, cirrose, chronische nierziekte, acuut ademhalingsfalen, ernstige ziekte of ziekte van galwegoorsprong is de prognose slechter.